# 이세온
이세온(1995년 11월 27일 ~ )은 대한민국의 배우이다. 

## 출연

### 드라마
- 2023년 TVING 사장돌 마트 - 윤상우 역
- 2025년 MBN Plus 허식당 - 이이첨/이혁 역